# EGS Gafsa
O El Gawafel Sportives de Gafsa é um clube de futebol tunisiano com sede em Gafsa. A equipe compete no Campeonato Tunisiano de Futebol.

## História
O clube foi fundado em 1967.